# Mistrzostwa Europy Juniorów w Saneczkarstwie 2017
38. Mistrzostwa Europy juniorów w saneczkarstwie odbyły się w dniach 21–22 stycznia 2017 w niemieckim Oberhofie. Zawodnicy rywalizowali w czterech konkurencjach: jedynkach kobiet, jedynkach mężczyzn, dwójkach mężczyzn i w drużynie.

## Terminarz
| Data             | Miejscowość | Konkurencja      | Złoto                                                                   | Srebro                                                                    | Brąz                                                                       |
| ---------------- | ----------- | ---------------- | ----------------------------------------------------------------------- | ------------------------------------------------------------------------- | -------------------------------------------------------------------------- |
| 22 stycznia 2017 | Oberhof     | Jedynki kobiet   | Jessica Tiebel                                                          | Hannah Prock                                                              | Cheyenne Rosenthal                                                         |
| 22 stycznia 2017 | Oberhof     | Jedynki mężczyzn | Max Langenhan                                                           | Kristers Aparjods                                                         | Nico Gleirscher                                                            |
| 21 stycznia 2017 | Oberhof     | Dwójki mężczyzn  | Niemcy Hannes Orlamünder · Paul Gubitz                                  | Niemcy Nico Semmler · Johannes Pfeiffer                                   | Włochy Ivan Nagler · Fabian Malleier                                       |
| 22 stycznia 2017 | Oberhof     | Drużynowe        | Niemcy Jessica Tiebel · Max Langenhan · Hannes Orlamünder · Paul Gubitz | Włochy Hannah Niederkofler · Lukas Gufler · Ivan Nagler · Fabian Malleier | Łotwa Elina Ieva Vitola · Kristers Aparjods · Martins Bots · Roberts Plume |

## Wyniki

### Jedynki kobiet
- Data / Początek: Niedziela 22 stycznia 2017

| Medal | Zawodniczka        | Narodowość | 1. zjazd | 2. zjazd | Czas     | Strata |
| ----- | ------------------ | ---------- | -------- | -------- | -------- | ------ |
|       | Jessica Tiebel     | Niemcy     | 41.668   | 41.665   | 1:23.333 | –      |
|       | Hannah Prock       | Austria    | 41.680   | 41.700   | 1:23.380 | +0.047 |
|       | Cheyenne Rosenthal | Niemcy     | 41.718   | 41.753   | 1:23.471 | +0.138 |
| 4.    | Tina Müller        | Niemcy     | 41.804   | 41.732   | 1:23.536 | +0.203 |
| 5.    | Anna Berreiter     | Niemcy     | 41.803   | 41.758   | 1:23.561 | +0.228 |
| 6.    | Olesia Michajlenko | Rosja      | 41.948   | 41.829   | 1:23.777 | +0.444 |
| 7.    | Tatiana Cwietowa   | Rosja      | 41.987   | 41.946   | 1:23.933 | +0.600 |
| 8.    | Elina Ieva Vitola  | Łotwa      | 42.092   | 42.000   | 1:24.092 | +0.759 |
| 9.    | Lisa Schulte       | Austria    | 42.124   | 42.037   | 1:24.161 | +0.828 |
| 10.   | Natalie Maag       | Szwajcaria | 42.131   | 42.059   | 1:24.190 | +0.857 |
| ...   | ...                | ...        | ...      | ...      | ...      | ...    |
| 23.   | Klaudia Domaradzka | Polska     | 42.966   | 42.849   | 1:25.815 | +2.482 |
| 27.   | Natalia Jamróz     | Polska     | 43.982   | 43.988   | 1:27.970 | +4.637 |
| DSQ.  | Nadia Chodorek     | Polska     | 43.567   | DSQ      |          |        |

### Jedynki mężczyzn
- Data / Początek: Niedziela 22 stycznia 2017

| Medal | Zawodnik             | Narodowość | 1. zjazd | 2. zjazd | Czas     | Strata |
| ----- | -------------------- | ---------- | -------- | -------- | -------- | ------ |
|       | Max Langenhan        | Niemcy     | 45.352   | 45.471   | 1:30.823 | –      |
|       | Kristers Aparjods    | Łotwa      | 45.442   | 45.480   | 1:30.922 | +0.099 |
|       | Nico Gleirscher      | Austria    | 45.396   | 45.647   | 1:31.043 | +0.220 |
| 4.    | Moritz Bollmann      | Niemcy     | 45.505   | 45.629   | 1:31.134 | +0.311 |
| 5.    | Benjamin Gabber      | Niemcy     | 45.595   | 45.817   | 1:31.412 | +0.589 |
| 6.    | Paul-Lukas Heider    | Niemcy     | 45.682   | 45.798   | 1:31.480 | +0.657 |
| 7.    | Fabian Malleier      | Włochy     | 45.665   | 45.853   | 1:31.518 | +0.695 |
| 8.    | Lucas Schlierenzauer | Austria    | 45.749   | 45.834   | 1:31.583 | +0.760 |
| 9.    | Danił Lebediew       | Rosja      | 45.807   | 45.990   | 1:31.797 | +0.974 |
| 10.   | Jewgienij Pietrow    | Rosja      | 45.825   | 46.003   | 1:31.828 | +1.005 |
| ...   | ...                  | ...        | ...      | ...      | ...      | ...    |
| 27.   | Kacper Tarnawski     | Polska     | 46.900   | 47.479   | 1:34.379 | +3.556 |

### Dwójki mężczyzn
- Data / Początek: Sobota 21 stycznia 2017

| Medal | Zawodnicy                              | Narodowość | 1. zjazd | 2. zjazd | Czas     | Strata |
| ----- | -------------------------------------- | ---------- | -------- | -------- | -------- | ------ |
|       | Hannes Orlamünder Paul Gubitz          | Niemcy     | 38.413   | 38.642   | 1:17.055 | –      |
|       | Nico Semmler Johannes Pfeiffer         | Niemcy     | 38.479   | 38.700   | 1:17.179 | +0.124 |
|       | Ivan Nagler Fabian Malleier            | Włochy     | 38.640   | 38.603   | 1:17.243 | +0.188 |
| 4.    | Wiesowłod Kaszkin Konstantin Korszunow | Rosja      | 38.648   | 38.618   | 1:17.266 | +0.211 |
| 5.    | Florian Schmid Fabian Strickner        | Austria    | 38.700   | 38.770   | 1:17.470 | +0.415 |
| 6.    | Felix Schwartz Lukas Gufler            | Włochy     | 38.709   | 38.790   | 1:17.499 | +0.444 |
| 7.    | Andriej Schander Siemion Mikow         | Rosja      | 38.797   | 38.897   | 1:17.694 | +0.639 |
| 8.    | Tobias Heinze Maximilian Illmann       | Niemcy     | 38.859   | 38.852   | 1:17.711 | +0.656 |
| 9.    | Martins Bots Roberts Plume             | Łotwa      | 38.964   | 38.931   | 1:17.895 | +0.840 |
| 10.   | Grigorij Wołoskow Michaił Dementiew    | Rosja      | 38.982   | 38.970   | 1:17.952 | +0.897 |
| ...   | ...                                    | ...        | ...      | ...      | ...      | ...    |
| 16.   | Artur Zubel Kacper Skorupka            | Polska     | 39.768   | 40.369   | 1:20.137 | +3.082 |

### Drużynowe
- Data / Początek: Niedziela 22 stycznia 2017

| Medal | Zawodnicy                                                                   | Narodowość | Czas     | Strata |
| ----- | --------------------------------------------------------------------------- | ---------- | -------- | ------ |
|       | Jessica Tiebel/Max Langenhan/Hannes Orlamünder/Paul Gubitz                  | Niemcy     | 2:02.713 | –      |
|       | Hannah Niederkofler/Lukas Gufler/Ivan Nagler/Fabian Malleier                | Włochy     | 2:03.615 | +0.902 |
|       | Elina Ieva Vitola/Kristers Aparjods/Martins Bots/Roberts Plume              | Łotwa      | 2:03.738 | +1.025 |
| 4.    | Hannah Prock/Nico Gleirscher/Florian Schmid/Fabian Strickner                | Austria    | 2:03.892 | +1.179 |
| 5.    | Olesia Michajlenko/Danił Lebediew/Wiesowłod Kaszkin/Konstantin Korszunow    | Rosja      | 2:04.024 | +1.311 |
| 6.    | Mihaela-Carmen Manolescu/Anderei Turea/Vasile Marian Gitlan/Flavius Craciun | Rumunia    | 2:05.126 | +2.413 |
| 7.    | Katarína Šimoňáková/Michal Lopanic/Tomas Vavercak/Matej Zmij                | Słowacja   | 2:05.395 | +2.682 |
| 8.    | Darija Gula/Michajło Sawicki/Ihor Hoi/Myroslav Lewkowych                    | Ukraina    | 2:05.703 | +2.990 |
| 9.    | Michaela Marsikova/Michael Lejsek/Filip Vejdelek/Zdenek Pekny               | Czechy     | 2:05.957 | +3.244 |
| 10.   | Klaudia Domaradzka/Kacper Tarnawski/Artur Zubel/Kacper Skorupka             | Polska     | 2:08.134 | +5.421 |

## Klasyfikacja medalowa
| Miejsce | Państwo |   |   |   | Razem |
| ------- | ------- | - | - | - | ----- |
| 1.      | Niemcy  | 4 | 1 | 1 | 6     |
| 2.      | Austria | 0 | 1 | 1 | 2     |
| 2.      | Łotwa   | 0 | 1 | 1 | 2     |
| 2.      | Włochy  | 0 | 1 | 1 | 2     |